# Oporto (stacja metra)
Oporto – stacja metra w Madrycie, na linii 5 i 6. Znajduje się w dzielnicy Carabanchel, w Madrycie i zlokalizowana jest pomiędzy stacjami Urgel, Vista Alegre (linia 5) oraz Carpetana i Opañel (linia 6). Została otwarta 5 czerwca 1968.